# 何强
何强（1970年—），男，广东雷州人，中国武术运动员，1990年和1994年亚洲运动会武术比赛南拳冠军。